# Svalstjärtar
Svalstjärtar (Papilioninae) är en underfamilj i familjen riddarfjärilar (Papilionidae). Papilioninae finns i hela världen, men de flesta arter förekommer i tropikerna. Det finns ungefär 480 arter, varav 27 i Nordamerika.